# 鳴釜

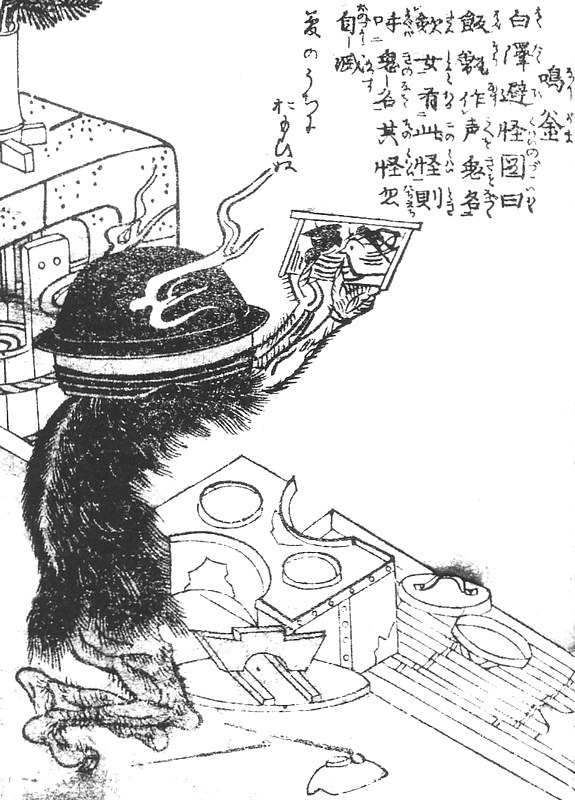
鳥山石燕『百器徒然袋』より「鳴釜」

鳴釜（なりかま、なりがま、なるかま）または釜鳴（かまなり）は、鳥山石燕の妖怪画集『百器徒然袋』にある日本の妖怪。

## 概要
釜を頭に被った状態で絵馬を手にした、毛むくじゃらの姿で描かれている。石燕による解説には『白沢避怪図』（『白沢図』）にあるとされる中国における釜などを鳴らして音を出す妖怪・斂女（れんじょ）についての文が引かれ、鳴釜については直接的には明記されていない。室町時代の『百鬼夜行絵巻』にも釜の妖怪が描かれており、これがモデルになって描かれた妖怪であると考えられている。

## 釜の音に関する伝承
鳴釜・釜鳴という語句自体は、釜を火でたくことによって発生する音から吉凶を判断したりする神事や、釜が思いもよらぬ音を鳴らすことを好運不運の前兆とみる俗信などを指しており、それらが石燕の鳴釜という命名の由来のひとつであると考えられている。こうした占いにおいては、特に干支と関連付けられることがあったようである。
実例としては岡山県の吉備津神社に伝わっている鳴釜神事などが有名で、同神事は、かつて吉備津彦命（きびつひこのみこと）に討たれた温羅（うら）が人々に託宣を下す神となり、釜の音で吉凶が告げられるようになったことが始まりであるとされる。また、京都のある寺にあった釜は天気を当てることがあったそうで、湯をわかすときに鳴くような音をたてることがあり、その翌日はいつも雨が降ったという。